# Armeniens herrlandslag i fotboll
Armeniens herrlandslag i fotboll representerar Armenien i fotboll.

## Historik
Armeniens fotbollsförbund bildades 1992 och är medlem av FIFA samt, sedan 1993, av UEFA. Tidigare deltog armeniska spelare för Sovjetunionen. Första landskampen gick hemma i huvudstaden Jerevan den 14 oktober 1992. Armenien spelade en mållös match mot Moldavien.
Armenien noterade sitt främsta resultat under 2016 mot Guatemala där man vann med 7–1. 2022 noterades det sämsta resultatet i en vänskapsmatch  efter 0–9 borta mot Norge.

### EM-kval Historia
I 1996 års kval till EM i England var Armenien en debutant i kvalsammanhang. En bortavinst mot Makedonien (2–1) plus två oavgjorda mot Makedonien och Cypern på hemmaplan var inte nog för att undvika bottenplacering.
Resultaten vid 2000 års kval blev bättre och Armenien slutade näst sist efter två segrar mot Andorra samt en poäng hemma mot vardera Island och Ukraina.
2004 års kval avslutade man återigen näst sist med två 1–0-segrar mot Nordirland samt 2–2 hemma mot Ukraina.
I 2008 års kval placerades Armenien bland annat med grannen Azerbajdzjan som man aldrig mött tidigare. Armenien hade en del bra resultat efter bland annat 1–0 hemma mot Polen, 1–1 hemma mot Portugal, och 0–0 hemma mot Serbien. Matcherna mot Azerbajdzjan ställdes dock in på grund av politiska problem, vilket bidrog till att man gick miste om sex eventuella poäng. Till slut slutade man sjua i gruppen före Azerbajdzjan.
EM-kvalet 2012 blev det bästa kvalet Armenien gjort hittills. Många minnesvärda resultat uppnåddes under detta kval, bland annat två segrar mot Slovakien och 0–0 hemma mot Ryssland. I den sista matchen hade Armenien chans att ta sig till playoffspel, men man föll med 1–2 mot Irland borta och man fick därför nöja sig med en tredjeplats i gruppen.
Armeniens EM-kval 2016 slutade dock dåligt. Man lyckades bara skrapa ihop 2 poäng. Dessa kom mot Serbien (1–1) och Danmark (0–0) hemma.
I följande kval, till EM 2020, slutade med blandade resultat. Man tog starka vinster mot Bosnien och Hercegovina hemma och Grekland borta, men däremot fick man bara oavgjort mot Liechtenstein borta och förlorade med hela 1–9 mot Italien på bortaplan. Till sist hamnade Armenien näst sist i gruppen med tio inspelade poäng.

### VM-kval Historia
Kvalet till VM 1998 var ett helt ok kval då man lyckades komma på en fjärdeplats i gruppen före Nordirland och Albanien, Armenien tog dock enbart en seger (3-0 mot Albanien hemma) men lyckades spela oavgjort fem gånger. 2002 års kval slutade med en sistaplats utan vinster, men man lyckades spela fram fem poäng efter bland annat två oavgjorda mot Wales. VM Kvalet 2002 blev en besvikelse för Armeniens del. Man började dock bra. Man tog ett poäng mot Norge på bortaplan som blev mållöst. Armenien var nära att spela oavgjort mot Vitryssland och Ukraina när de ledde med ett mål. Armenien tog tillbaka återigen en poäng mot Wales i en oavgjord match som slutade 2-2. Följande 3 matcher slutade oavgjorda mot Polen, Vitryssland och Wales. Armenien slutade sist med 5 poäng, 4 poäng efter Wales. Under 2006 års kval slog Armenien Andorra med 2-1 hemma och 3-0 borta. Man fick även 1-1 mot Rumänien, vilket ledde till att Rumäniens förbundskapten avgick. Det var inte det bästa kval Armenien gjort. Kvalet till VM i Sydafrika 2010 var även här en besvikelse för Armenien. Det började väldigt dåligt med 0-2 mot Turkiet och Belgien samt 0-4 mot Spanien och Bosnien 1-4. Den första poäng togs hemma mot Estland där resultatet blev 2-2. Armenien lyckades skrällsegra mot Belgien även här hemma med 2-1. I slutdelen hamnade Armenien sist med fyra poäng. Armenien hamnade näst sist i gruppspelet i detta VM kval. Det gick för det mesta dåligt för Armenien. Armenien lyckades dock göra en del skrällar även här. 4-0 borta mot Danmark blev det och 2-1 borta i Tjeckien. Mot Italien lyckades man spela oavgjort borta med 2-2. Man vann även en match mot Bulgarien och Malta. I VM kvalet 2018 slutade man åter näst sist i sin grupp. Med en vinst mot Montenegro och Kazakstan samt en pinne mot Kazakstan borta.